# Juan de Berindoaga y Palomares
Juan de Berindoaga y Palomares (Lima, 11 de noviembre de 1784 – Lima, 15 de abril de 1826) fue un militar y político peruano.
Se unió al movimiento de la Independencia y fue ministro de Gobierno y Relaciones Exteriores, así como de Guerra y Hacienda, entre 1823 y 1824. Involucrado junto con el presidente José Bernardo de Tagle (Marques de Torre Tagle) en unas negociaciones secretas con los realistas, se refugió en la fortaleza del Real Felipe del Callao, último reducto español en el Perú. Intentó buscar asilo en un buque de la escuadra patriota, pero fue apresado y entregado a Bolívar, que lo sometió a proceso por traición. Condenado a muerte, fue fusilado.

## Primeros años
Sus padres fueron el teniente coronel español Juan Félix de Berindoaga e Irazoque y María Josefa Palomares y Salazar, vizcondesa de San Donás. Estudió en el Real Convictorio de San Carlos, donde se graduó de bachiller en Artes y en Leyes (1804); hizo la práctica forense en el estudio de Francisco Valdivieso y se recibió como abogado ante la Real Audiencia el 6 de febrero de 1808. Se distinguió en la defensa de causas importantes.
En 1814 fue nombrado regidor y secretario del cabildo de Lima. Reconocido como teniente coronel y comandante de escuadrón del regimiento Dragones de Caravayllo (milicia), pasó a ser ayudante de campo del general José de La Mar en 1820. Ascendido a coronel, pasó a desempeñar la subinspección de las tropas virreinales.

## En el bando patriota
Ocupada Lima por las tropas de José de San Martín, se integró a las fuerzas patriotas, reconociéndosele su rango de coronel (julio de 1821). El 12 de diciembre de 1821 fue asociado a la Orden del Sol, y el 10 de enero de 1822 pasó a integrar la Sociedad Patriótica, en cuyo seno leyó un «Ensayo sobre la necesidad de mantener el orden público para terminar la guerra y perpetuar la paz».
Se puso entonces al servicio de la naciente República peruana y ejerció como oficial mayor del Ministerio de Guerra y Marina, y luego del Ministerio de Gobierno y Relaciones Exteriores; fue asimismo secretario interino del Consejo de Estado y subinspector general de las milicias cívicas. Se sumó al pronunciamiento del ejército contra la Junta Gubernativa (motín de Balconcillo) y apoyó la elección del coronel José de la Riva Agüero como presidente de la República, el 27 de febrero del 1823.
Cuando José Bernardo de Tagle asumió la presidencia de la República reemplazando a Riva Agüero por voluntad del Congreso (julio de 1823), Berindoaga fue nombrado intendente del ejército, comandante militar y prefecto del departamento de Lima. Luego fue designado ministro de Gobierno y Relaciones Exteriores, cargo que ejerció de 18 de agosto de 1823 a 20 de enero de 1824. Interinamente, ejerció el Ministerio de Hacienda y el de Guerra. En noviembre de 1823 fue ascendido a general de brigada.
Por entonces ya había arribado al Perú el libertador Bolívar, que entró en pugna con el gobierno paralelo que Riva Agüero había instalado en Trujillo, en el norte del Perú. En nombre del presidente Tagle, Berindoaga firmó la orden de fusilar a Riva Agüero y sus principales partidarios, entre los que estaban el general Ramón Herrera, Manuel Pérez de Tudela, José María Novoa, José de la Torre Ugarte. Pero Riva Agüero y sus partidarios, tras ser apresados, fueron embarcados y enviados al destierro.

## Las negociaciones en Jauja
Bolívar estableció su cuartel general en Pativilca y se dedicó de lleno a preparar su ejército para iniciar la ofensiva final contra los españoles que resistían en el centro y sur peruanos. Con la intención de ganar tiempo, Bolívar insinuó a Tagle la conveniencia de entrar en negociaciones con los realistas para pactar un armisticio. El Congreso aprobó la idea, y en su calidad de ministro de guerra, Berindoaga fue comisionado para realizar esas negociaciones, viajando hasta el campamento del general español José de Canterac en Jauja. Allí trató con el general español Juan Loriga y también con el general Juan Antonio Monet y el brigadier Andrés García Camba; no le dejaron hablar con Canterac, que estaba en Huancayo, ni viajar al Cuzco a entrevistarse con el virrey José de La Serna. Berindoaga dio por terminada su misión y regresó a Lima el 2 de febrero de 1824, sin haber conseguido nada.
El historiador Mariano Torrente afirmaría más tarde que las negociaciones abiertas por Tagle y Berindoaga tenían el fin de reimplantar la autoridad realista en Lima. Pero un testigo de esas negociaciones, el general García Camba, desmiente en sus memorias tal afirmación, refiriendo que la propuesta que trajo Berindoaga era que el ejército realista se sumara a la causa de la patria para que así lograse la gratitud del país y la admiración de las generaciones venideras. Corroborando todo ello, en una carta fechada el 28 de enero de 1824, Tagle aconsejó a Berindoaga que en caso de que los españoles se mantuvieran obstinados en negarse a reconocer la independencia, que diera por concluida su misión y regresase a Lima. El mismo Bolívar aprobó con elogio la conducta de Berindoaga, en carta enviada a Tomás de Heres y fechada el 7 de febrero.

## Las negociaciones de Terón
No hay pues pruebas que en las frustradas negociaciones de Jauja haya habido un intento de parte de Tagle y Berindoaga de traicionar a la causa patriota. Sin embargo, en ese mismo mes de enero de 1824, Berindoaga recibió una confidencia de Tagle: éste, según su versión, acababa de descubrir que Diego de Aliaga, su vicepresidente, había enviado por su cuenta a Ica a José Terón, un comerciante de aguardientes, portando una comunicación para el jefe realista José Ramón Rodil informándole que ambos –Aliaga y Tagle– estaban de su lado. Se mencionaba también de un plan para establecer un gobierno compartido o Triunvirato que estaría integrado por Tagle, Aliaga y el virrey La Serna. En otras palabras, según Tagle, se había usado su nombre sin su consentimiento para involucrarlo en una traición a la causa patriota.
Sin embargo, es probable que Tagle, hastiado como muchos otros patriotas peruanos de la arrogancia de Bolívar y las fuerzas grancolombianas (quienes actuaban como fuerzas de ocupación en suelo peruano y cometían saqueos y pillajes), entablase negociaciones secretas con los realistas para terminar la guerra sobre la base de que Bolívar saliera del Perú, tratativas éstas que no necesariamente tendrían que implicar el sometimiento al virrey La Serna ni la obediencia ciega al rey de España, sino un entendimiento que tendría como fin último el reconocimiento de la independencia del Perú.
Todo parece pues indicar, que Berindoaga fue involucrado, sin haber tenido conocimiento previo, en una secreta negociación que realizaban sus superiores políticos con los españoles. Según todos los indicios, hasta entonces Berindoaga seguía siendo leal a la causa independentista; las terribles circunstancias posteriores que afrontó trastocarían esa realidad.

## En la Fortaleza del Real Felipe
El 5 de febrero de 1824 ocurrió una sublevación en los castillos del Real Felipe del Callao por parte de las tropas rioplatenses que guarnecían dicha plaza. Las tropas realistas provenientes de la sierra avanzaron hacia Lima para apoyar a los rebeldes. Ante el peligro, Bolívar ordenó evacuar la ciudad, y por decreto del 10 de febrero de 1824 el Congreso otorgó poderes dictatoriales al Libertador. De esa manera cesó oficialmente la presidencia de Torre Tagle, cuyo poder limitado había sido por lo demás solo nominal. Poco después los realistas ocuparon Lima y el Callao.
Bolívar creyó que detrás de la sublevación del Callao y su entrega a los realistas habían estado comprometidos tanto Tagle como Berindoaga, aparentemente confirmada al descubrirse la correspondencia llevada por Terón a los realistas. El Libertador ordenó que fueran capturados Tagle y Berindoaga, pero éstos por el momento permanecieron escondidos.
Cuando el general realista Monet ocupó Lima el 29 de febrero de 1824, Tagle, Berindoaga, Aliaga, entre otros prominentes vecinos de Lima, decidieron entregarse a los realistas. Y cuando estos abandonaron la ciudad, Tagle y Berindoaga buscaron refugio en el Real Felipe, sitiado por los patriotas. Ambos se declararon entonces fieles al rey de España y renegaron de la «canalla patriota». Berindoaga colaboró frecuentemente en El Desengaño y El Triunfo del Callao (periódicos pro realistas) y redactó el manifiesto de Tagle (quien volvió a firmar como Marqués de Torre Tagle).

## Captura y fusilamiento
Cuando empezaron a morir por montones los refugiados del Callao, víctimas de la peste y el hambre, Berindoaga arregló su evasión con unos pescadores, esperando ser acogido por el marino chileno Manuel Blanco Encalada, amigo suyo y comandante del María Isabel. Recogido en la noche del 2 de octubre de 1825 por un lancha de ronda, a mucha distancia de la escuadra patriota, fue tomado prisionero y trasladado al cuartel del ejército patriota en Bellavista hasta que se le abrió juicio, mientras permanecía recluido en uno de los calabozos de la antigua Inquisición.
Los puntos principales de la acusación contra Berindoaga, emitido dos veces por el fiscal José María Galdeano, eran los siguientes:
- Por haber llevado instrucciones secretas a Jauja para tratar con los españoles (que en realidad no se comprobaron si eran de carácter traidor).
- Por no haber denunciado los tratos de Terón con los españoles.
- Por haber permanecido en Lima después de la caída de la Fortaleza del Callao a manos de los españoles, en vez de emigrar como lo hicieron el resto de patriotas (pero en realidad esto podría interpretarse como debilidad o cobardía, mas no como delito punible).
- Por haber escrito en los periódicos realistas durante su estancia en el Real Felipe (lo que pudo haberlo hecho bajo presión de los realistas).

La Corte Suprema confirmó la sentencia que condenaba a la pena de muerte infamatoria a Berindoaga y Terón (11 de abril de 1826). Este último negó haber participado en las negociaciones que se le incriminaban; no quedó, por lo demás, comprobado que conociera el texto de las misivas que llevó. A pesar de las múltiples súplicas que se hicieron a Bolívar para que conmutase la pena, el Libertador no se inmutó, mostrándose en extremo inflexible, pese a que la guerra ya había finalizado y un acto como ese podría causar malestar y descontento en Lima, como en efecto ocurrió. Según señala Vargas Ugarte, Bolívar actuó así movido por su encono personal hacia Berindoaga, quien había sido uno de los más tenaces opositores a su dictadura. Asevera igualmente dicho historiador que «Berindoaga había procedido siempre como buen ciudadano y la inculpación de traidor no tenía consistencia». Es seguro también que Bolívar pretendía escarmentar, en la cabeza del vizconde, a la aristocracia limeña, que le era desafecta.
El fusilamiento de Berindoaga y Terón se llevó a cabo en la Plaza de Armas el 15 de abril de 1826 a las once de la mañana. Los cuerpos de las víctimas quedaron expuestos durante todo el día.

## Ancestros
| \| \| \| \| \| \| \| \| \| \| \| \| \| \| \| \| \| \| \| \| 16. Pedro de Berindoaga \| \| \| \| \| \| \| \| \| \| \| \| \| \| \| \| \| \| \| \| \| \| \| \| \| \| \| \| \| \| \| \| \| \| \| \| \| \| \| \| \| \| \| \| \| \| \| \| \| \| \| \| \| \| 8. Martín de Berindoaga y Aspeteche \| \| \| \| \| \| \| \| \| \| \| \| \| \| \| \| \| \| \| \| \| \| \| \| \| \| \| \| \| \| \| \| \| \| \| \| \| \| \| \| \| \| \| \| \| \| \| \| \| \| \| \| \| \| 17. María de Aspeteche \| \| \| \| \| \| \| \| \| \| \| \| \| \| \| \| \| \| \| \| \| \| \| \| \| \| \| \| \| \| \| \| \| \| \| \| \| \| \| \| \| \| \| \| \| \| \| \| \| \| \| \| \| \| 4. Pedro de Berindoaga y Arrieta \| \| \| \| \| \| \| \| \| \| \| \| \| \| \| \| \| \| \| \| \| \| \| \| \| \| \| \| \| \| \| \| \| \| \| \| \| \| \| \| \| \| \| \| \| \| \| \| \| \| \| \| \| \| 18. Martin de Harriet \| \| \| \| \| \| \| \| \| \| \| \| \| \| \| \| \| \| \| \| \| \| \| \| \| \| \| \| \| \| \| \| \| \| \| \| \| \| \| \| \| \| \| \| \| \| \| \| \| \| \| \| \| \| 9. Graciana de Harriet y Larralde \| \| \| \| \| \| \| \| \| \| \| \| \| \| \| \| \| \| \| \| \| \| \| \| \| \| \| \| \| \| \| \| \| \| \| \| \| \| \| \| \| \| \| \| \| \| \| \| \| \| \| \| \| \| 19. María de Larralde \| \| \| \| \| \| \| \| \| \| \| \| \| \| \| \| \| \| \| \| \| \| \| \| \| \| \| \| \| \| \| \| \| \| \| \| \| \| \| \| \| \| \| \| \| \| \| \| \| \| \| \| \| \| 2. Juan Félix de Berindoaga e Irazoqui \| \| \| \| \| \| \| \| \| \| \| \| \| \| \| \| \| \| \| \| \| \| \| \| \| \| \| \| \| \| \| \| \| \| \| \| \| \| \| \| \| \| \| \| \| \| \| \| \| \| \| \| \| \| 10. Ignacio Irazoqui \| \| \| \| \| \| \| \| \| \| \| \| \| \| \| \| \| \| \| \| \| \| \| \| \| \| \| \| \| \| \| \| \| \| \| \| \| \| \| \| \| \| \| \| \| \| \| \| \| \| \| \| \| \| 5. María Juana de Irazoqui y Ordoquia \| \| \| \| \| \| \| \| \| \| \| \| \| \| \| \| \| \| \| \| \| \| \| \| \| \| \| \| \| \| \| \| \| \| \| \| \| \| \| \| \| \| \| \| \| \| \| \| \| \| \| \| \| \| 11. Margarita Ordoquia \| \| \| \| \| \| \| \| \| \| \| \| \| \| \| \| \| \| \| \| \| \| \| \| \| \| \| \| \| \| \| \| \| \| \| \| \| \| \| \| \| \| \| \| \| \| \| \| \| \| \| \| \| \| 1. Juan Félix de Berindoaga y Palomares, vizconde de San Donás \| \| \| \| \| \| \| \| \| \| \| \| \| \| \| \| \| \| \| \| \| \| \| \| \| \| \| \| \| \| \| \| \| \| \| \| \| \| \| \| \| \| \| \| \| \| \| \| \| \| \| \| \| \| 12. Juan José de Palomares y Córdoba \| \| \| \| \| \| \| \| \| \| \| \| \| \| \| \| \| \| \| \| \| \| \| \| \| \| \| \| \| \| \| \| \| \| \| \| \| \| \| \| \| \| \| \| \| \| \| \| \| \| \| \| \| \| 6. Juan Antonio de Palomares Córdoba y Vega, vizconde de San Donás \| \| \| \| \| \| \| \| \| \| \| \| \| \| \| \| \| \| \| \| \| \| \| \| \| \| \| \| \| \| \| \| \| \| \| \| \| \| \| \| \| \| \| \| \| \| \| \| \| \| \| \| \| \| 26. Pedro de la Vega y Celda \| \| \| \| \| \| \| \| \| \| \| \| \| \| \| \| \| \| \| \| \| \| \| \| \| \| \| \| \| \| \| \| \| \| \| \| \| \| \| \| \| \| \| \| \| \| \| \| \| \| \| \| \| \| 13. Clara Vega de los Ríos, vizcondesa de San Donás \| \| \| \| \| \| \| \| \| \| \| \| \| \| \| \| \| \| \| \| \| \| \| \| \| \| \| \| \| \| \| \| \| \| \| \| \| \| \| \| \| \| \| \| \| \| \| \| \| \| \| \| \| \| 27. María Pérez de los Ríos Cleis y del Corral, vizcondesa de San Donás \| \| \| \| \| \| \| \| \| \| \| \| \| \| \| \| \| \| \| \| \| \| \| \| \| \| \| \| \| \| \| \| \| \| \| \| \| \| \| \| \| \| \| \| \| \| \| \| \| \| \| \| \| \| 3. María Josefa de Palomares Córdoba y Salazar, vizcondesa de San Donás \| \| \| \| \| \| \| \| \| \| \| \| \| \| \| \| \| \| \| \| \| \| \| \| \| \| \| \| \| \| \| \| \| \| \| \| \| \| \| \| \| \| \| \| \| \| \| \| \| \| \| \| \| \| 28. Andrés de Salazar y Alcedo \| \| \| \| \| \| \| \| \| \| \| \| \| \| \| \| \| \| \| \| \| \| \| \| \| \| \| \| \| \| \| \| \| \| \| \| \| \| \| \| \| \| \| \| \| \| \| \| \| \| \| \| \| \| 14. Andrés de Salazar y Muñatones \| \| \| \| \| \| \| \| \| \| \| \| \| \| \| \| \| \| \| \| \| \| \| \| \| \| \| \| \| \| \| \| \| \| \| \| \| \| \| \| \| \| \| \| \| \| \| \| \| \| \| \| \| \| 29. Josefa Rosa de Muñatones y Moral Aguado \| \| \| \| \| \| \| \| \| \| \| \| \| \| \| \| \| \| \| \| \| \| \| \| \| \| \| \| \| \| \| \| \| \| \| \| \| \| \| \| \| \| \| \| \| \| \| \| \| \| \| \| \| \| 7. Josefa Rosa de Salazar y Robles \| \| \| \| \| \| \| \| \| \| \| \| \| \| \| \| \| \| \| \| \| \| \| \| \| \| \| \| \| \| \| \| \| \| \| \| \| \| \| \| \| \| \| \| \| \| \| \| \| \| \| \| \| \| 30. Francisco José Martínez de Robles y Osores Muñatones \| \| \| \| \| \| \| \| \| \| \| \| \| \| \| \| \| \| \| \| \| \| \| \| \| \| \| \| \| \| \| \| \| \| \| \| \| \| \| \| \| \| \| \| \| \| \| \| \| \| \| \| \| \| 15. Ana Josefa Martínez de Robles y Arias Maldonado \| \| \| \| \| \| \| \| \| \| \| \| \| \| \| \| \| \| \| \| \| \| \| \| \| \| \| \| \| \| \| \| \| \| \| \| \| \| \| \| \| \| \| \| \| \| \| \| \| \| \| \| \| \| 31. Inés Josefa Arias Maldonado y Alarcón Ayala \| \| \| \| \| \| \| \| \| \| \| \| \| \| \| \| \| \| \| \| \| \| \| \| \| \| \| \| \| \| \| \| \| \| \| \| \| \| \| \| \| \| \| \| \| \| \| \| \| \| \| \| |                                                                         |  |  |  |  |  |  |  |  |  |  |  |  |  |  |  |
| |                                                                         |  |  |  |  |  |  |  |  |  |  |  |  |  |  |  |
| | 16. Pedro de Berindoaga                                                 |  |  |  |  |  |  |  |  |  |  |  |  |  |  |  |
| |                                                                         |  |  |  |  |  |  |  |  |  |  |  |  |  |  |  |
| |                                                                         |  |  |  |  |  |  |  |  |  |  |  |  |  |  |  |
| | 8. Martín de Berindoaga y Aspeteche                                     |  |  |  |  |  |  |  |  |  |  |  |  |  |  |  |
| |                                                                         |  |  |  |  |  |  |  |  |  |  |  |  |  |  |  |
| |                                                                         |  |  |  |  |  |  |  |  |  |  |  |  |  |  |  |
| | 17. María de Aspeteche                                                  |  |  |  |  |  |  |  |  |  |  |  |  |  |  |  |
| |                                                                         |  |  |  |  |  |  |  |  |  |  |  |  |  |  |  |
| |                                                                         |  |  |  |  |  |  |  |  |  |  |  |  |  |  |  |
| | 4. Pedro de Berindoaga y Arrieta                                        |  |  |  |  |  |  |  |  |  |  |  |  |  |  |  |
| |                                                                         |  |  |  |  |  |  |  |  |  |  |  |  |  |  |  |
| |                                                                         |  |  |  |  |  |  |  |  |  |  |  |  |  |  |  |
| | 18. Martin de Harriet                                                   |  |  |  |  |  |  |  |  |  |  |  |  |  |  |  |
| |                                                                         |  |  |  |  |  |  |  |  |  |  |  |  |  |  |  |
| |                                                                         |  |  |  |  |  |  |  |  |  |  |  |  |  |  |  |
| | 9. Graciana de Harriet y Larralde                                       |  |  |  |  |  |  |  |  |  |  |  |  |  |  |  |
| |                                                                         |  |  |  |  |  |  |  |  |  |  |  |  |  |  |  |
| |                                                                         |  |  |  |  |  |  |  |  |  |  |  |  |  |  |  |
| | 19. María de Larralde                                                   |  |  |  |  |  |  |  |  |  |  |  |  |  |  |  |
| |                                                                         |  |  |  |  |  |  |  |  |  |  |  |  |  |  |  |
| |                                                                         |  |  |  |  |  |  |  |  |  |  |  |  |  |  |  |
| | 2. Juan Félix de Berindoaga e Irazoqui                                  |  |  |  |  |  |  |  |  |  |  |  |  |  |  |  |
| |                                                                         |  |  |  |  |  |  |  |  |  |  |  |  |  |  |  |
| |                                                                         |  |  |  |  |  |  |  |  |  |  |  |  |  |  |  |
| | 10. Ignacio Irazoqui                                                    |  |  |  |  |  |  |  |  |  |  |  |  |  |  |  |
| |                                                                         |  |  |  |  |  |  |  |  |  |  |  |  |  |  |  |
| |                                                                         |  |  |  |  |  |  |  |  |  |  |  |  |  |  |  |
| | 5. María Juana de Irazoqui y Ordoquia                                   |  |  |  |  |  |  |  |  |  |  |  |  |  |  |  |
| |                                                                         |  |  |  |  |  |  |  |  |  |  |  |  |  |  |  |
| |                                                                         |  |  |  |  |  |  |  |  |  |  |  |  |  |  |  |
| | 11. Margarita Ordoquia                                                  |  |  |  |  |  |  |  |  |  |  |  |  |  |  |  |
| |                                                                         |  |  |  |  |  |  |  |  |  |  |  |  |  |  |  |
| |                                                                         |  |  |  |  |  |  |  |  |  |  |  |  |  |  |  |
| | 1. Juan Félix de Berindoaga y Palomares, vizconde de San Donás          |  |  |  |  |  |  |  |  |  |  |  |  |  |  |  |
| |                                                                         |  |  |  |  |  |  |  |  |  |  |  |  |  |  |  |
| |                                                                         |  |  |  |  |  |  |  |  |  |  |  |  |  |  |  |
| | 12. Juan José de Palomares y Córdoba                                    |  |  |  |  |  |  |  |  |  |  |  |  |  |  |  |
| |                                                                         |  |  |  |  |  |  |  |  |  |  |  |  |  |  |  |
| |                                                                         |  |  |  |  |  |  |  |  |  |  |  |  |  |  |  |
| | 6. Juan Antonio de Palomares Córdoba y Vega, vizconde de San Donás      |  |  |  |  |  |  |  |  |  |  |  |  |  |  |  |
| |                                                                         |  |  |  |  |  |  |  |  |  |  |  |  |  |  |  |
| |                                                                         |  |  |  |  |  |  |  |  |  |  |  |  |  |  |  |
| | 26. Pedro de la Vega y Celda                                            |  |  |  |  |  |  |  |  |  |  |  |  |  |  |  |
| |                                                                         |  |  |  |  |  |  |  |  |  |  |  |  |  |  |  |
| |                                                                         |  |  |  |  |  |  |  |  |  |  |  |  |  |  |  |
| | 13. Clara Vega de los Ríos, vizcondesa de San Donás                     |  |  |  |  |  |  |  |  |  |  |  |  |  |  |  |
| |                                                                         |  |  |  |  |  |  |  |  |  |  |  |  |  |  |  |
| |                                                                         |  |  |  |  |  |  |  |  |  |  |  |  |  |  |  |
| | 27. María Pérez de los Ríos Cleis y del Corral, vizcondesa de San Donás |  |  |  |  |  |  |  |  |  |  |  |  |  |  |  |
| |                                                                         |  |  |  |  |  |  |  |  |  |  |  |  |  |  |  |
| |                                                                         |  |  |  |  |  |  |  |  |  |  |  |  |  |  |  |
| | 3. María Josefa de Palomares Córdoba y Salazar, vizcondesa de San Donás |  |  |  |  |  |  |  |  |  |  |  |  |  |  |  |
| |                                                                         |  |  |  |  |  |  |  |  |  |  |  |  |  |  |  |
| |                                                                         |  |  |  |  |  |  |  |  |  |  |  |  |  |  |  |
| | 28. Andrés de Salazar y Alcedo                                          |  |  |  |  |  |  |  |  |  |  |  |  |  |  |  |
| |                                                                         |  |  |  |  |  |  |  |  |  |  |  |  |  |  |  |
| |                                                                         |  |  |  |  |  |  |  |  |  |  |  |  |  |  |  |
| | 14. Andrés de Salazar y Muñatones                                       |  |  |  |  |  |  |  |  |  |  |  |  |  |  |  |
| |                                                                         |  |  |  |  |  |  |  |  |  |  |  |  |  |  |  |
| |                                                                         |  |  |  |  |  |  |  |  |  |  |  |  |  |  |  |
| | 29. Josefa Rosa de Muñatones y Moral Aguado                             |  |  |  |  |  |  |  |  |  |  |  |  |  |  |  |
| |                                                                         |  |  |  |  |  |  |  |  |  |  |  |  |  |  |  |
| |                                                                         |  |  |  |  |  |  |  |  |  |  |  |  |  |  |  |
| | 7. Josefa Rosa de Salazar y Robles                                      |  |  |  |  |  |  |  |  |  |  |  |  |  |  |  |
| |                                                                         |  |  |  |  |  |  |  |  |  |  |  |  |  |  |  |
| |                                                                         |  |  |  |  |  |  |  |  |  |  |  |  |  |  |  |
| | 30. Francisco José Martínez de Robles y Osores Muñatones                |  |  |  |  |  |  |  |  |  |  |  |  |  |  |  |
| |                                                                         |  |  |  |  |  |  |  |  |  |  |  |  |  |  |  |
| |                                                                         |  |  |  |  |  |  |  |  |  |  |  |  |  |  |  |
| | 15. Ana Josefa Martínez de Robles y Arias Maldonado                     |  |  |  |  |  |  |  |  |  |  |  |  |  |  |  |
| |                                                                         |  |  |  |  |  |  |  |  |  |  |  |  |  |  |  |
| |                                                                         |  |  |  |  |  |  |  |  |  |  |  |  |  |  |  |
| | 31. Inés Josefa Arias Maldonado y Alarcón Ayala                         |  |  |  |  |  |  |  |  |  |  |  |  |  |  |  |
| |                                                                         |  |  |  |  |  |  |  |  |  |  |  |  |  |  |  |
| |                                                                         |  |  |  |  |  |  |  |  |  |  |  |  |  |  |  |

| Predecesor: Francisco Valdivieso y Prada | Ministro de Gobierno y Relaciones Exteriores del Perú 18 de agosto de 1823 a 20 de enero de 1824 | Sucesor: Hipólito Unanue |